# Navasia insularis
Navasia insularis är en insektsart som beskrevs av Kirby, W.F. 1914. Navasia insularis ingår i släktet Navasia och familjen gräshoppor. Inga underarter finns listade i Catalogue of Life.